# Autisme- og Aspergerforeningen
 Der er for få eller ingen kildehenvisninger i denne artikel, hvilket er et problem. Du kan hjælpe ved at angive troværdige kilder til de påstande, som fremføres i artiklen.

 For alternative betydninger, se Autismeforeningen.
Autisme- og Aspergerforeningen er en landsdækkende interesseorganisation med mødesteder fordelt over hele landet. Mødestederne er drevet af frivillige autister, og de gør en stor forskel ved at skabe mulighed for, at ligesindede kan mødes.
Foreningen ledes af en lille, arbejdende autistisk bestyrelse, som ikke har et kontor med ansatte. Arbejdet foregår fra dagligstuerne, i eget tempo og på alle tider af døgnet. Det har skabt en fleksibel og rummelig organisering, hvor der er plads til både pauser og til at knokle igennem.

## Foreningens historie
Foreningen blev stiftet den 24. august 2002 under navnet Aspergerforeningen. Det var på daværende tidspunkt ikke var muligt for mennesker medautismespektrumsforstyrrelse at blive medlemmer af eksisterende foreninger omhandlende autisme. Den eksisterende forening var udelukkende for pårørende. 
Forud for stiftelsen blev der på privat initiativ oprettet en mailingliste under navnet Autlist. Her kunne både autister og pårørende dele erfaringer og viden i et ligeværdigt forum. Samtidig blev der afholdt foredrag om livet med autisme, hvor der blev skabt kontakt og dialog mellem autister og deres pårørende. Gennem disse aktiviteter opstod idéen om at etablere en forening – skabt af autister for autister.
Den stiftende generalforsamling fandt sted på Paarup Skole i Odense. Her blev en bestyrelse valgt, og foreningens første vedtægter blev vedtaget i fællesskab. 

Formålsparagraffen lød:
“Aspergerforeningen er en nystiftet forening, hvis formål er:
– At formulere aspergernes synspunkter, forventninger og behov.
– At udbrede kendskabet til og forståelsen for Aspergers syndrom.
– At virke som mødested for mennesker med Aspergers syndrom.
Foreningens målgruppe er personer med Aspergers syndrom og deres pårørende, men enhver, der tilslutter sig foreningens formål, kan optages som medlem.”